# 平原君
平原君（？—前251年），嬴姓，趙氏，名胜，趙武靈王之子，趙惠文王的弟弟，母不詳，是東周战国时期赵国宗室大臣，在趙惠文王和趙孝成王時任宰相，是著名的政治家之一，以善於養士而聞名。和齊國孟尝君田文、魏國信陵君魏无忌、楚國春申君黄歇合称战国四公子。
司馬遷著《史記》，將平原君與虞卿合立《平原君虞卿列傳》，此外，《趙世家》《魏公子列傳》《范睢蔡澤列傳》《廉頗藺相如列傳》《魯仲連鄒陽列傳》等亦散記有其事蹟。

## 政治生涯
前298年（趙惠文王元年），平原君被拜相，其後「三去相、三復位」，前後相趙48年，歷經惠文王、孝成王二朝。前285年（趙惠文王十四年），樂毅攻齊，惠文王曾以相國印授之；前264年（趙孝成王二年），曾割濟東地與齊，求田單為將，將田單留相趙國。除此二事之外，皆由平原君相趙。

### 殺笑躄者
有一次，有個跛子經過平原樓下，平原君的小妾看到，大笑起來。第二天，跛子到平原君面前，跪著請求殺了小妾。平原君答應之後，卻認為這個要求太過分而沒有理會，他的門客因此便走了一半。經過查問之下，才知道原來門客們認為平原君重女色，輕士人，於是平原君殺了小妾，親自登門向跛子道歉，門客才陸陸續續的回來。

### 拔擢趙奢
趙奢為田部吏時，平原君家不肯交租稅，趙奢便依法殺了平原君門下9人，引起平原君的忿怒。平原君原本要殺趙奢，但在聽了趙奢的勸諷之後，認為他很賢能，於是向趙王推薦，趙王便以趙奢治理賦稅。

### 庇護魏齊
前265年（趙孝成王元年），秦昭襄王當時任用范睢為相，范睢在魏國時曾受當時宰相魏齊之辱，於是威脅魏國要殺了魏齊。魏齊於是逃到趙國，躲在平原君之處。秦昭襄王得知後，修書邀平原君宴飲，平原君不敢不從。到了秦國之後，昭襄王要平原君交出魏齊，平原君卻回答：「在富貴時結交的朋友，都是為了貧賤時所預備的；魏齊既然是我的朋友，就算他在，我也不會交出來，何況他現在不在我那裡。」拒絕了秦王的請求。
秦王於是扣留了平原君，威脅趙孝成王交出魏齊，趙王於是緊急發兵包圍平原君的宅第。魏齊趁夜逃出，拜訪虞卿，虞卿認為趙王無法說服，帶著魏齊逃奔魏國向信陵君求助。信陵君一開始不願意見他們，魏齊得知此事後，自刎身亡；趙王於是取魏齊頭送到秦國，平原君才得以回國。

### 長平之戰與邯鄲之圍
前262年（趙孝成王四年），秦國攻取野王，上黨與韓國新鄭道路斷絕，韓割上黨郡與秦國，郡守靳黈不降秦，韓桓惠王改命馮亭為郡守，馮亦不願降秦，反而獻上黨郡七十邑予趙國，欲引趙國抗秦。孝成王大喜，但平陽君趙豹以為不可接受。孝成王召平原君與趙禹商議此事，兩人皆認為可接受。於是趙王派平原君領軍前去受地、廉頗領軍至長平，引起長平之戰。前260年（趙孝成王六年），趙王誤信讒言，以趙括（趙奢之子）替代廉頗為將，趙軍大敗。前259年（趙孝成王七年）十月，秦將王陵包圍趙國都城邯鄲。
秦軍圍邯鄲後，魏安釐王雖然令晉鄙前往救援，但後來在秦國威脅「諸侯敢救者，已拔趙，必移兵先擊之」之下，要晉鄙按兵不動。魏王使客將軍新垣衍進入邯鄲，向平原君說秦國發兵攻趙，只是為求稱帝，勸平原君尊秦昭王為帝，即可罷兵。平原君對此建議猶豫不決時，魯仲連正好遊歷至趙國，入見平原君，請求與新垣衍相辯，最後魯仲連說服新垣衍不再提帝秦之議，平原君於是轉而向他國求援救趙。
平原君出使楚國，在門客毛遂之威脅式遊說下，奇蹟地說服楚王結盟；同時，魏國信陵君之姊為平原君夫人，平原君遂多次派人前往魏國促其出兵救趙。在平原君動之以情下，信陵君多次請求魏王下令發兵，魏王畏秦，不聽其議，信陵君便依食客侯嬴之議，竊兵符殺晉鄙，發兵救趙。
平原君回國時，楚國和魏國援軍未到，但秦國加緊攻擊邯鄲，邯鄲告急。邯鄲傳舍吏之子李談提議說：「現在形勢危在旦夕，但你的姬妾數百人仍錦衣玉食，如果趙國被攻破，你還能這樣嗎，不如讓夫人以下的人都幫助守城，把家裏的銀錢米糧都拿來犒勞士兵，如果守得住，還愁沒有這些東西嗎？」平原君於是將家財散盡犒賞軍隊，募得死士三千人，由李談率領攻擊秦軍，秦軍退卻三十里，李談在此役中戰死。楚、魏的援軍隨後趕來，解了邯鄲之圍。

### 從諫如流
虞卿想要以信陵君出兵救趙保存了邯鄲為理由替趙勝請求增加封邑。公孫龍得知這個消息，就連夜乘車去見趙勝說：“我聽說虞卿想要以信陵君出兵救趙保存了邯鄲為理由替您請求增加封邑，有這回事嗎？ ”趙勝回答說：“有的。”公孫龍說：“這是很不合適的。說來國君任用您擔任趙國宰相，並不是因為您的智慧才能是趙國獨一無二別人沒有的。劃出東武城封賜給您，也不是因為您做出了有功勞的事情，只是由於您是國君近親的緣故啊。您接受相印並不因自己無能而推辭，取得封邑也不說自己沒有功勞而不接受，也是由於您自己認為是國君的近親的緣故啊。如今信陵君出兵保存了邯鄲而您要求增加封邑，這是無功時作為近親接受了封邑，而有功時又要求按照普通人來論功計賞啊。這顯然是很不合適的。況且虞卿掌握著辦事成功與不成功的兩頭主動權。事情成功了，就要像拿著索債的契券一樣來索取報償；事情不功，又要拿著為您爭功求封的虛名來讓您感激他。您一定不要聽從他的主張。”趙勝於是拒絕了虞卿的建議。

### 去世
趙勝在公元前251年（趙孝成王十五年）去世。趙勝的子孫世代承襲他的封爵，他的後嗣也在趙國滅亡的同時斷絕了。

## 著名門下食客

### 毛遂自薦
秦國士兵進逼趙國邯鄲時，平原君準備找二十個文武兼備的門客去楚國，遊說楚王合縱抗秦。找了十九個人，餘下一個名額找不到合適的人選，毛遂便上前自薦。平原君說：「如果錐子放在袋子中，尖銳處一定會露出來。怎麼沒有聽說過你呢？」毛遂則說：「臣乃今日請處囊中耳。使遂早得處囊中，乃脫穎而出，非特其末見而已。（我今日才要求放到袋子中，如果早把我放在袋子中，整個錐子一早就刺出來了。）」（成語「脫穎而出」的出處。）於是平原君帶毛遂同到楚國。
到了楚國，平原君和楚王談了半天，楚王不願應允。於是毛遂帶劍上前說：「合縱的利害，兩句話就說完了，怎麼會說到現在？」楚王怒喝：「我和你的主人說話，你來幹甚麼？」毛遂於是拿著劍上前說：「大王喝叱我，不過仗著楚國人多，但在十步之內，大王的性命在我手裏。楚國的強大，天下沒有對手，白起只是小子而已，但一攻下楚都，二燒了夷陵，三侮辱了楚國祖先，這是楚國的大仇，趙國也感到羞辱，但大王不覺得可惡，合縱的目的是為了楚國，不是趙國。我的主人就在面前，為什麼要喝叱我呢？」於是趙國成功和楚國結盟。
平原君回國之後，自慚觀人相士的能力不足，未在毛遂入趙之時就發現他的才能，於是立刻奉毛遂為上賓。

### 公孫龍
名家代表人物，曾經在平原君門下為食客，擅長「離堅白」等論點。虞卿在邯鄲之圍解除了之後，曾欲以說服信陵君出兵為由，為平原君請封。公孫龍連夜入見平原君，認為平原君在戰事中並無功勞，不應以此為由請封，平原君便不聽從虞卿的建議。
平原君原本待公孫龍甚厚，後來鄒衍到趙國時，平原君就向鄒衍請教關於公孫龍「白馬非馬」的論題。鄒衍認為公孫龍之流是「煩文以相假，飾辭以相惇，巧譬以相移」，有害於大道。從此以後，平原君便絀遠了公孫龍。

## 家庭
- 父亲：赵武灵王
  - 兄长：公子章、趙惠文王、赵豹
- 岳父：魏昭王
  - 妻子：平原君夫人，信陵君的姐姐

## 史家評價

### 負面評價
1. 司馬遷認為：平原君在亂世之中雖為翩翩公子，但是不識大體，利令智昏。貪圖上黨之地而使趙國40萬軍隊敗與長平，邯鄲幾乎覆亡。[7]
2. 蘇轍認為：平原君僅是竊得一時名聲之人，不懂為國計慮。在拒燕之事上不懂用趙將廉頗、趙奢，反而割地與齊借來不會被趙所用的田單。馮亭獻上黨之事，平原君也不知避開禍患，貪取土地而引起長平之禍。因此平原君難以輔佐危殆的國家，也無法抗拒強秦。[12]
3. 黃震認為：平原君斬笑躄者美人頭一事，雖然是一般人難以做到的事，但也稍微過份了。邯鄲被圍，用毛遂、李同等人解了邯鄲之危雖然是平原君的功績，但是他若不接受上黨的嫁禍，也不會有長平戰敗、邯鄲被圍的事情，他的功於還不足以贖誤國之罪。[13]

### 正面評價
1. 司馬遷認為：平原君為翩翩公子，天下奇器。他殺了嘲笑士人的姬妾、散家財讓李同領兵退秦、用毛遂與楚國定盟是其功績。[14]
2. 譙周認為：長平之戰趙國的敗績，是趙王換將的錯誤，不應怪罪平原君。[15]

## 墓地
平原君墓位于河北邯郸肥乡区元固乡西屯庄 。据肥乡县志记载，该陵墓原高20丈，到明代尚有十余丈。1982年，平原君墓被认定为河北省重点文物保护单位。肥乡区先后投入百余万元对墓区进行维护，先后加高了墓葬封土，重修了碑楼，整修了墓区围墙和墓区甬道 。

## 影劇形象
- 1980年台灣中視連續劇《戰國風雲》，由寇世勳飾演。

## 延伸阅读
[在维基数据编辑]
 《史記/卷076》，出自司馬遷《史記》

## 參看
- 戰國
- 趙國
- 戰國四公子